# Postleitzahl (Spanien)
Eine Postleitzahl in Spanien ist fünfstellig. Die ersten zwei Ziffern stehen für die Provinz. Ursprünglich wurden die Provinzen alphabetisch durchnummeriert. Diese Reihenfolge ist durch zwischenzeitliche Umbenennungen bzw. Anpassungen der amtlichen Schreibweise der Provinznamen an die Regionalsprachen nicht mehr konsequent eingehalten. Die Nummern 51 und 52 für die Autonomen Städte Ceuta und Melilla wurden erst nachträglich angefügt. Zuvor war Ceuta mit den Postleitzahlen 11701 bis 11705 postalisch der Provinz Cádiz, Melilla mit den Postleitzahlen 29801 bis 29806 der Provinz Málaga zugeordnet.

## Die Provinzen/Postleitbereiche

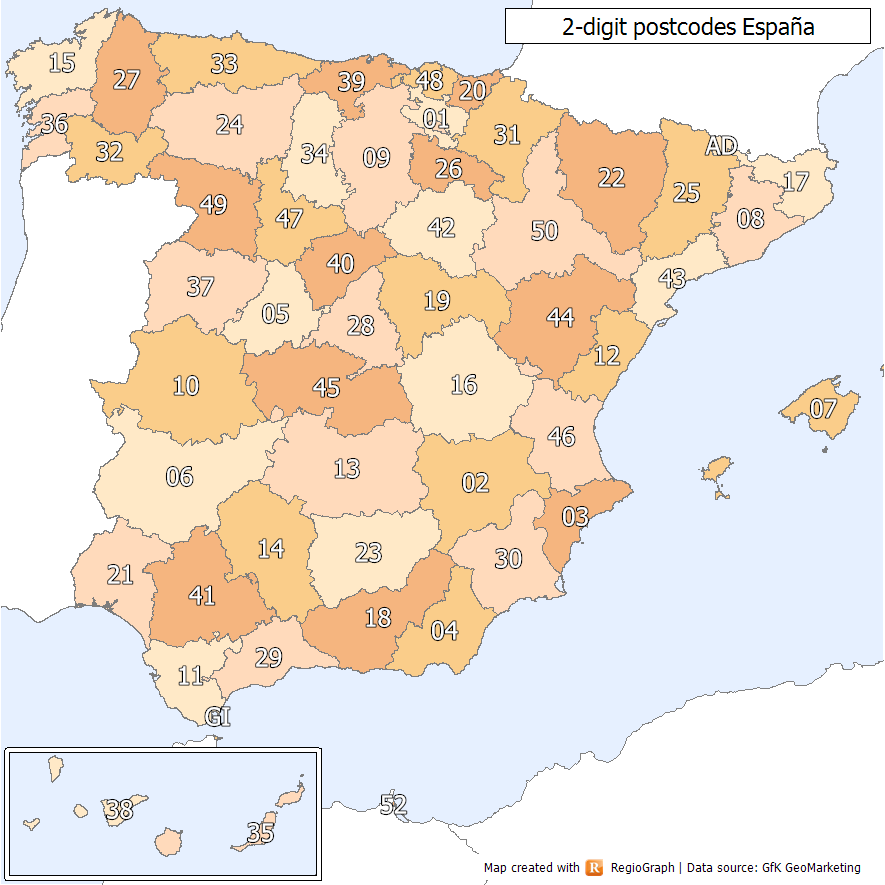
Postleitzahlen-Gebiete in Spanien nach den ersten beiden Stellen

| - 01 Álava (Vitoria-Gasteiz) - 02 Albacete - 03 Alicante - 04 Almería - 05 Ávila - 06 Badajoz - 07 Illes Balears (Palma de Mallorca) - 08 Barcelona - 09 Burgos - 10 Cáceres - 11 Cádiz - 12 Castellón - 13 Ciudad Real - 14 Córdoba - 15 A Coruña - 16 Cuenca - 17 Girona - 18 Granada | - 19 Guadalajara - 20 Gipuzkoa (San Sebastián/Donostia) - 21 Huelva - 22 Huesca - 23 Jaén - 24 León - 25 Lleida - 26 La Rioja (Logroño) - 27 Lugo - 28 Madrid - 29 Málaga - 30 Murcia - 31 Navarra (Pamplona) - 32 Ourense - 33 Asturias (Oviedo) - 34 Palencia - 35 Las Palmas - 36 Pontevedra | - 37 Salamanca - 38 Santa Cruz de Tenerife - 39 Cantabria (Santander) - 40 Segovia - 41 Sevilla - 42 Soria - 43 Tarragona - 44 Teruel - 45 Toledo - 46 València - 47 Valladolid - 48 Bizkaia (Vizcaya, Bilbao) - 49 Zamora - 50 Zaragoza - 51 Ceuta - 52 Melilla |

Innerhalb der Provinzen erfolgte die Zuweisung der Postleitzahlen in der Regel nach einem hierarchischen System, sodass Orte mit gleichen Anfangsziffern der Postleitzahl normalerweise in einem geschlossenen Gebiet liegen. Den Provinzhauptstädten sind grundsätzlich sämtliche Postleitzahlen mit der Ziffer 0 an dritter Stelle zugewiesen. Die größten Städte innerhalb der Provinz haben zumeist die Postleitzahlen mit den Endziffern 00 erhalten, wobei es gerade in Agglomerationen auch zu Abweichungen kommt. Soweit in einer Stadt mehrere Zustellbereiche bestehen, wurden diese fortlaufend nummeriert.
Die Postleitzahl 36203 steht beispielsweise für die Provinz Pontevedra (36), darin die Stadt Vigo (200) und innerhalb der Stadt den 3. Zustellbezirk.

## Postleitzahlen der wichtigsten Städte
Nachfolgend sind die Postleitzahlen der Provinzhauptstädte sowie anderer Städte mit mehr als 50.000 Einwohnern aufgeführt. Diese Liste dient nur der Orientierung, da größere Städte regelmäßig mehrere Postleitzahlen erhalten haben.
| Postleitzahl | Stadt                                           |
| ------------ | ----------------------------------------------- |
| 01000        | Vitoria-Gasteiz                                 |
| 02000        | Albacete                                        |
| 03000        | Alicante/Alacant                                |
| 03180        | Torrevieja                                      |
| 03200        | Elche/Elx                                       |
| 03300        | Orihuela                                        |
| 03500        | Benidorm                                        |
| 03600        | Elda                                            |
| 03690        | San Vicente del Raspeig/Sant Vicent del Raspeig |
| 03800        | Alcoy/Alcoi                                     |
| 04000        | Almería                                         |
| 04700        | El Ejido                                        |
| 04740        | Roquetas de Mar                                 |
| 05000        | Ávila                                           |
| 06000        | Badajoz                                         |
| 06800        | Mérida                                          |
| 07000        | Palma                                           |
| 07184        | Calvià                                          |
| 08000        | Barcelona                                       |
| 08100        | Mollet del Vallès                               |
| 08190        | Sant Cugat del Vallès                           |
| 08191        | Rubí                                            |
| 08200        | Sabadell                                        |
| 08220        | Terrassa                                        |
| 08240        | Manresa                                         |
| 08290        | Cerdanyola del Vallès                           |
| 08300        | Mataró                                          |
| 08400        | Granollers                                      |
| 08800        | Vilanova i la Geltrú                            |
| 08820        | El Prat de Llobregat                            |
| 08830        | Sant Boi de Llobregat                           |
| 08840        | Viladecans                                      |
| 08860        | Castelldefels                                   |
| 08900        | L’Hospitalet de Llobregat                       |
| 08910        | Badalona                                        |
| 08920        | Santa Coloma de Gramenet                        |
| 08940        | Cornellà de Llobregat                           |
| 09000        | Burgos                                          |
| 10000        | Cáceres                                         |
| 11000        | Cádiz                                           |
| 11100        | San Fernando                                    |
| 11130        | Chiclana de la Frontera                         |
| 11200        | Algeciras                                       |
| 11300        | La Línea de la Concepción                       |
| 11400        | Jerez de la Frontera                            |
| 11500        | El Puerto de Santa María                        |
| 11540        | Sanlúcar de Barrameda                           |
| 12000        | Castellón de la Plana/Castelló de la Plana      |
| 12540        | Vila-real                                       |
| 13000        | Ciudad Real                                     |
| 13500        | Puertollano                                     |
| 14000        | Córdoba                                         |
| 15000        | A Coruña                                        |
| 15400        | Ferrol                                          |
| 15700        | Santiago de Compostela                          |
| 16000        | Cuenca                                          |
| 17000        | Girona                                          |
| 18000        | Granada                                         |
| 18600        | Motril                                          |
| 19000        | Guadalajara                                     |
| 20000        | Donostia-San Sebastián                          |
| 20300        | Irun                                            |
| 21000        | Huelva                                          |
| 22000        | Huesca                                          |
| 23000        | Jaén                                            |
| 23700        | Linares                                         |
| 24000        | León                                            |
| 24400        | Ponferrada                                      |
| 25000        | Lleida                                          |
| 26000        | Logroño                                         |
| 27000        | Lugo                                            |
| 28000        | Madrid                                          |
| 28100        | Alcobendas                                      |
| 28220        | Majadahonda                                     |
| 28223        | Pozuelo de Alarcón                              |
| 28230        | Las Rozas de Madrid                             |
| 28300        | Aranjuez                                        |
| 28340        | Valdemoro                                       |
| 28400        | Collado Villalba                                |
| 28500        | Arganda del Rey                                 |
| 28520        | Rivas-Vaciamadrid                               |
| 28700        | San Sebastián de los Reyes                      |
| 28800        | Alcalá de Henares                               |
| 28820        | Coslada                                         |
| 28850        | Torrejón de Ardoz                               |
| 28900        | Getafe                                          |
| 28910        | Leganés                                         |
| 28920        | Alcorcón                                        |
| 28930        | Móstoles                                        |
| 28940        | Fuenlabrada                                     |
| 28980        | Parla                                           |
| 29000        | Málaga                                          |
| 29600        | Marbella                                        |
| 29620        | Torremolinos                                    |
| 29639        | Benalmádena                                     |
| 29640        | Fuengirola                                      |
| 29650        | Mijas                                           |
| 29680        | Estepona                                        |
| 29700        | Vélez-Málaga                                    |
| 30000        | Murcia                                          |
| 30300        | Cartagena                                       |
| 30500        | Molina de Segura                                |
| 30800        | Lorca                                           |
| 31000        | Pamplona/Iruña                                  |
| 32000        | Ourense                                         |
| 33000        | Oviedo                                          |
| 33200        | Gijón                                           |
| 33400        | Avilés                                          |
| 33510        | Siero                                           |
| 34000        | Palencia                                        |
| 35000        | Las Palmas de Gran Canaria                      |
| 35200        | Telde                                           |
| 35280        | Santa Lucía de Tirajana                         |
| 35290        | San Bartolomé de Tirajana                       |
| 35500        | Arrecife                                        |
| 36000        | Pontevedra                                      |
| 36200        | Vigo                                            |
| 37000        | Salamanca                                       |
| 38000        | Santa Cruz de Tenerife                          |
| 38100        | San Cristóbal de La Laguna                      |
| 38640        | Arona                                           |
| 39000        | Santander                                       |
| 39300        | Torrelavega                                     |
| 40000        | Segovia                                         |
| 41000        | Sevilla                                         |
| 41500        | Alcalá de Guadaíra                              |
| 41700        | Dos Hermanas                                    |
| 41710        | Utrera                                          |
| 42000        | Soria                                           |
| 43000        | Tarragona                                       |
| 43200        | Reus                                            |
| 44000        | Teruel                                          |
| 45000        | Toledo                                          |
| 45600        | Talavera de la Reina                            |
| 46000        | Valencia                                        |
| 46500        | Sagunto/Sagunt                                  |
| 46700        | Gandia                                          |
| 46900        | Torrent                                         |
| 46980        | Paterna                                         |
| 47000        | Valladolid                                      |
| 48000        | Bilbao                                          |
| 48900        | Barakaldo                                       |
| 48930        | Getxo                                           |
| 49000        | Zamora                                          |
| 50000        | Zaragoza                                        |
| 51000        | Ceuta                                           |
| 52000        | Melilla                                         |